# Guy Reiss
| Entdeckte Asteroiden: 5 | Entdeckte Asteroiden: 5 |
| ----------------------- | ----------------------- |
| (1213) Algeria          | 5. Dezember 1931        |
| (1237) Geneviève        | 2. Dezember 1931        |
| (1299) Mertona          | 18. Januar 1934         |
| (1300) Marcelle         | 10. Februar 1934        |
| (1376) Michelle         | 29. Oktober 1935        |
|                         |                         |

Guy Reiss (* 1904; † 1964) war ein französischer Astronom und Asteroidenentdecker.
Er arbeitete am Observatorium in Algier und später am Observatoire de Nice in Nizza und identifizierte zwischen 1931 und 1935 insgesamt 5 Asteroiden.
Der Asteroid (1577) Reiss wurde nach ihm benannt.